# Білокриницька ієрархія

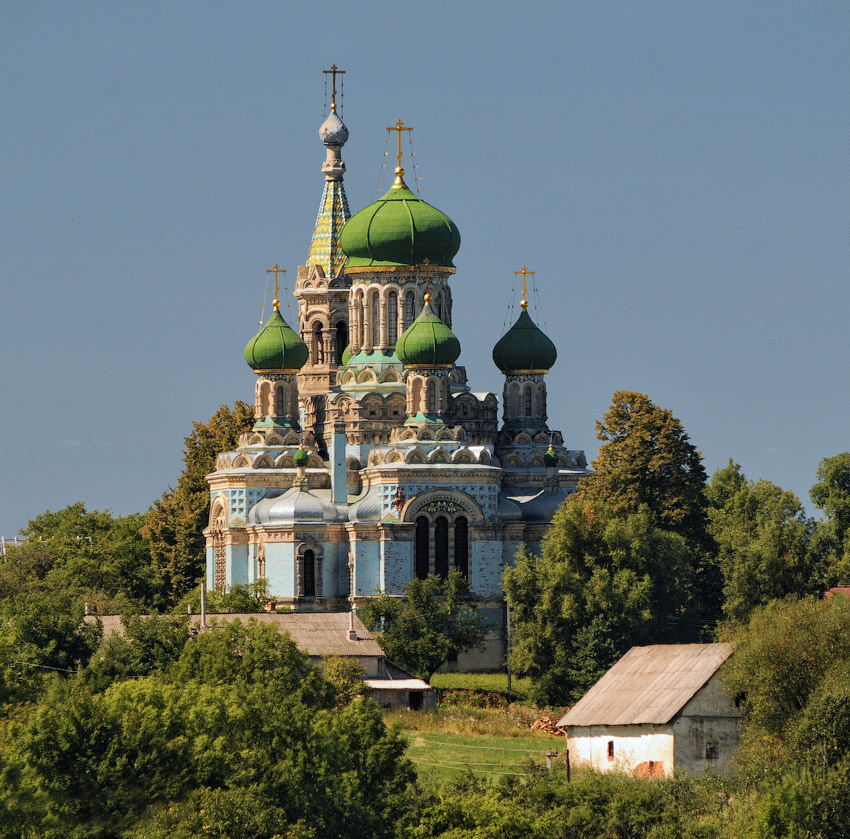
Успенський собор у селі Біла Криниця

Білокриницька ієрархія — старообрядницька церква попівського напрямку. Виникла в старообрядницькому селі Біла Криниця на Буковині (на той час територія Австрійської імперії) у 40-х роках XIX століття як відповідь на зменшення кількості священиків у старообрядських громадах. З дозволу австрійського імператора Фердинанда І старообрядці запросили босносараївського єпископа Амвросія, який в 1846 році приїхав до Білої Криниці і започаткував єпископат Білокриницької ієрархії. Незабаром цю ієрархію визнали російські старообрядці-попівці. 24 лютого 1862 року частина старообрядських ієрархів випустила «Окружне послання єдиної, святої, соборної, апостольської, дрєвлє-православно-кафолічної церкви, в настанову і застереження улюблених чад від деяких шкідливих і несуразних творів», в якому було запропоновано відмовитись від деяких постулатів віровчення і культу. Несприйняття значної частиною старообрядців цього послання розкололо Білокриницьку ієрархію на «окружників» та «неокружників», або «розладників». На початку XX століття обидва напрямки Білокриницької ієрархії налічували близько 25 ієрархів. Виходили друком журнали «Старообрядець», «Старообрядська думка», «Церква», та ін. Поступово Білокриницька ієрархія стала однією з найпотужніших течій старообрядства. В 1988 році на соборі з нагоди 1000-ліття хрещення Русі-України було прийнято нову назву церкви: «Руська православна старообрядницька церква». Очолює церкву митрополит Московський і всієї Русі. Нині налічується понад 200 громад, які об'єднані у єпархії. В Україні діють Вінницько-Одеська єпархія, що налічує 58 громад (найбільше — у Вінницькій, Одеській та Чернівецькій областях) та 2 монастирі.